# Republiek Gumuljina
De Republiek Gumuljina of Turkse Republiek West-Thracië, eerst officieel Provisionele Regering van West-Thracië (Osmaans: غربی تراقیا حكومت موقته‌سی - Garbi Trakya Hükûmeti Muvakkatesi), later Onafhankelijke Regering van West-Thracië (Osmaans: غربی تراقیا حكومت مستقله‌سی - Garbi Trakya Hükûmeti Müstakilesi), was in 1913 een kortlevende staat in het westen van Thracië. De oppervlakte besloeg het gebied tussen de rivieren Mesta in het westen en Maritsa in het oosten en het Rodopegebergte in het noorden. In het zuiden grensde Gumuljina aan de Egeïsche Zee. De hoofdstad was Gumuljina, thans Komotini.
De staat werd in de Tweede Balkanoorlog gesticht door Turkse en Pomaakse rebellen, die streden tegen terugtrekkende Bulgaarse troepen. De republiek bestond tussen twee verdragen in: het Verdrag van Londen van mei en dat van Boekarest augustus 1913. Aanvankelijk zou Gumuljina een tijdelijke staat moeten zijn, om later weer door het Ottomaanse Rijk geannexeerd te kunnen worden. Krachtens het Verdrag van Boekarest werden de belangrijkste steden (Komotini, Alexandroupolis) echter door Griekse troepen ingenomen en aan Bulgarije overgedragen.
Bulgarije behoorde tot de verliezers van de Eerste Wereldoorlog, wat een nieuw keerpunt in de geschiedenis van Thracië zou inluiden. West-Thracië werd in 1919-1920 korte tijd een Frans protectoraat. In deze periode leefde de Republiek van Gumuljina enigszins op. Het gebied werd echter al snel overgedragen aan Griekenland (als deel van de Voormalige Bulgaarse Zuidelijke Gebieden). De moslimbevolking van West-Thracië hoefde niet mee te doen aan de Grieks-Turkse bevolkingsuitruil van 1923 (Vrede van Lausanne), waardoor West-Thracië tegenwoordig een door de Griekse overheid erkende moslimminderheid kent.

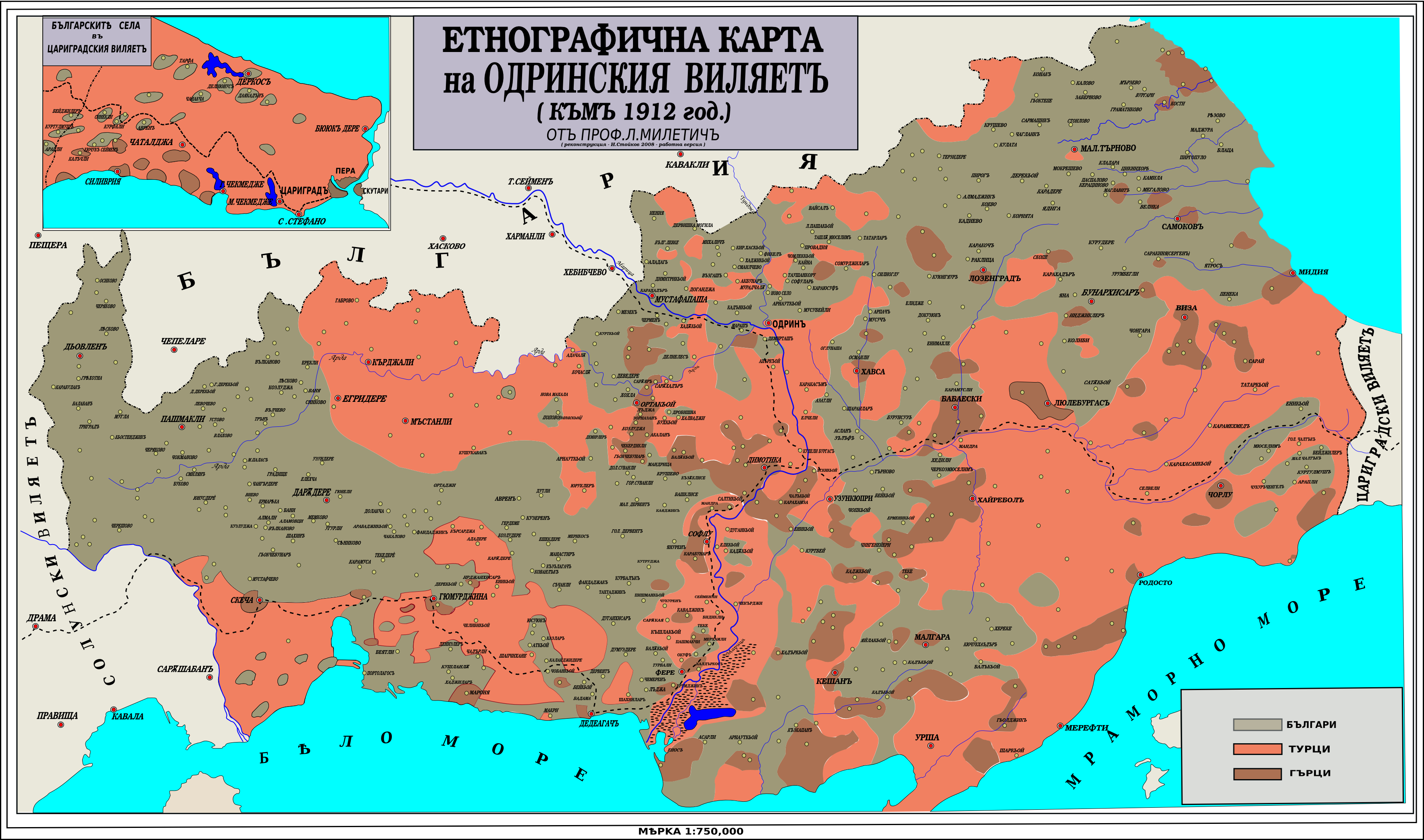
Etnografische kaart van West-Thracië in 1912
Turken
Bulgaren
Grieken